# Thomas Foley (2e baron Foley, 1703-1766)
Pour les articles homonymes, voir Thomas Foley et Foley.
Thomas Foley, (1703 - 8 janvier 1766), est le fils aîné de Thomas Foley (1er baron Foley, 1673-1733) et hérite du vaste domaine de Great Witley à la mort de son père en 1733, y compris des usines de sidérurgie à Wilden et à Shelsley Walsh.

## Biographie

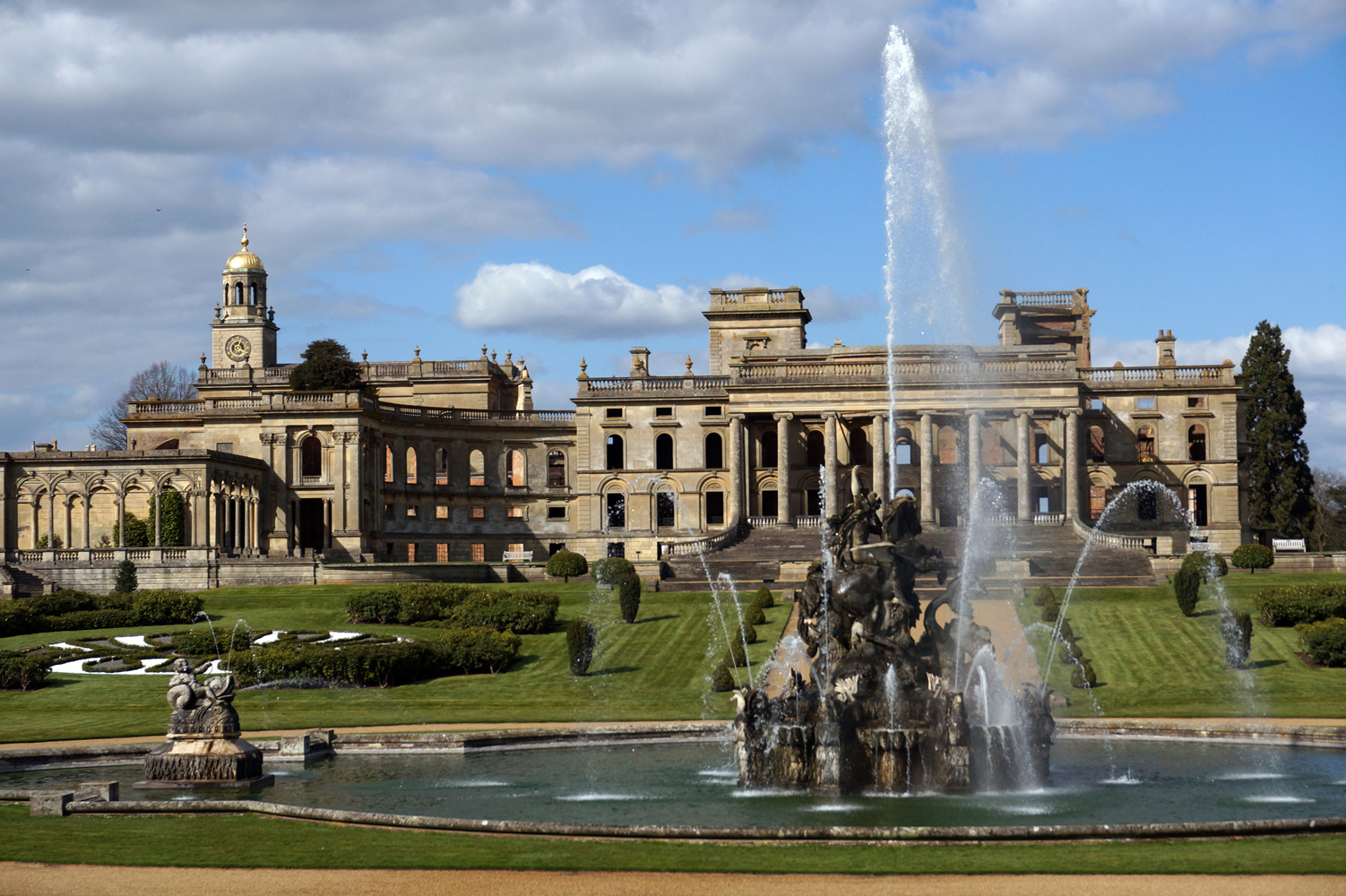
Witley Court

Son père a rêvé de reconstruire l’église paroissiale, proche de l’hôtel familial de Witley Court, mais il meurt avant de le faire. Cela est entrepris par sa veuve Mary et son fils et achevé en 1735. Le bâtiment est conçu par James Gibbs. Il est transformé en 1747 lorsque Lord Foley achète les éléments décoratifs de la chapelle de Cannons, du palais de Lord Chandos à Edgware. Il utilise ensuite des moulistes pour reproduire ses plâtres, faisant de l'église l'une des plus belles églises Baroque de Grande-Bretagne .
Contrairement à son père et à ses trois frères plus jeunes, Lord Foley n’a pas siégé à la Chambre des communes. Il ne s'est jamais marié. À sa mort, ses domaines passent à son lointain cousin Thomas Foley de Stoke Edith, pour qui le titre de Lord Foley est recréé en 1776. Le nouveau Lord Foley a ainsi désigné son prédécesseur comme son "grand bienfaiteur".
En 1740, il est élu membre de la Royal Society . Vers 1740, il achète à Lord Mountfort le manoir de Great Malvern à Malvern. Ses successeurs continuent à être son lord du manoir jusqu'au XIXe siècle.